# 佩拉維亞省
佩拉維亞省（西班牙語：Provincia de Peravia，西班牙語發音：[peˈɾaβja]）是多明尼加共和國南部的一個省。目前，下轄2個自治市鎮（municipio），以及9個自治市政區（Municipal district），首府在巴尼。

## 概述
在2002年1月之前，佩拉維亞省的行政範圍包括圣何塞-德奥科阿省。該省的命名由來為境內的佩拉維亞山谷。

## 旅遊
薩利納斯灘的沙丘地形由阿蘇阿省延伸至佩拉維亞省，成為一個受歡迎的旅遊景點。

## 行政區

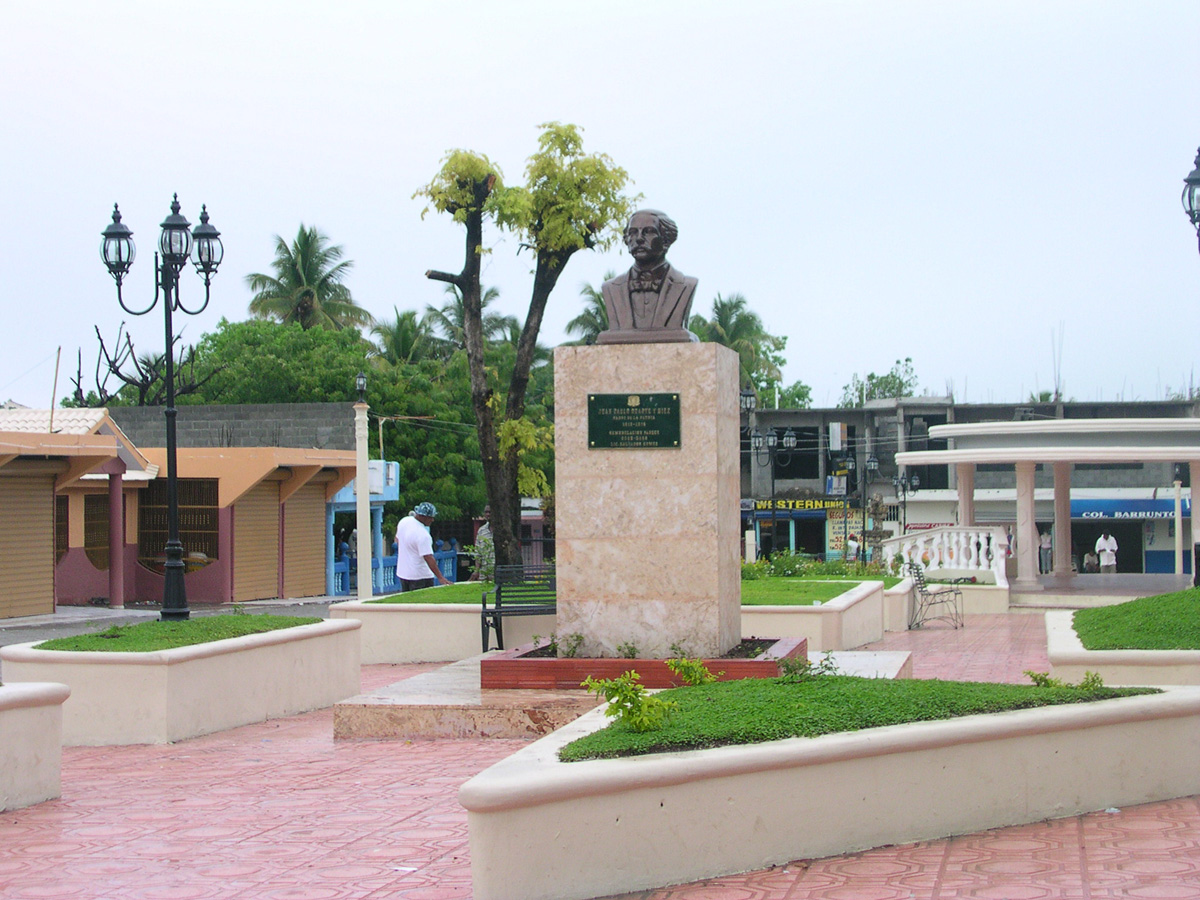
Nizao

| 市鎮名稱 | 總人口  | 都市人口 |
| -------- | ------- | -------- |
| 巴尼     | 251,883 | 198,564  |
| 尼紹     | 57,846  | 32,144   |

## 人物
- 艾瑞克·艾巴--棒球球員。
- 米格爾·特哈達--棒球球員。
- 馬克西莫·戈麥斯--政治人物。